# Saint-Martin-des-Olmes
 Saint-Martin-des-Olmes  là một xã ở tỉnh Puy-de-Dôme trong vùng Auvergne-Rhône-Alpes, Pháp. Xã này có diện tích 17,15 km², dân số năm 2006 là 280 người. Khu vực này có độ cao trung bình 849 mét trên mực nước biển.